# Sam Malcolmson
Sam Malcolmson (2. dubna 1947, Dumfries – 18. září 2024, Auckland) byl novozélandský fotbalista, obránce.

## Fotbalová kariéra
Byl členem novozélandské reprezentace na Mistrovství světa ve fotbale 1982, nastoupil v utkání proti Skotsku. Za reprezentaci Nového Zélandu nastoupil v letech 1976–1982 v 15 utkáních a dal 2 góly. Na klubové úrovni hrál v Anglii za neligový Falmouth Town AFC, ve skotské nejvyšší soutěži za Airdrieonians FC, ve skotské druhé lize za Queen of the South FC, v severoirské lize za Portadown FC a opět ve druhé skotské lize za Albion Rovers FC. Po emigraci na Nový Zéland hrál za Wellington United, Stop Out, Eastern Suburbs AFC, Manurewa AFC a East Coast Bays AFC.

## Ligová bilance
| Ročník                        | Zápasy | Góly | Klub                  |
| ----------------------------- | ------ | ---- | --------------------- |
| 1. skotská liga 1971/1972     | 1      | 0    | Airdrieonians FC      |
| 2. skotská liga 1972/1973     | 8      | 0    | Queen of the South FC |
| 1. severoirská liga 1972/1973 | 8      | 0    | Portadown FC          |
| 2. skotská liga 1973/1974     | 25     | 1    | Albion Rovers FC      |
| CELKEM 1. skotská liga        | 1      | 0    |                       |